# Утенський повіт
Утенский повіт (лит. Utenos apskritis) — повіт на північному сході Литви, займає частину етнографічного регіону Аукштайтія. Межує з Латвією і Вітебською областю Білорусі, а також з Панєвезьким і Вільнюським повітами. Утворений законом Литовської Республіки про територіально-адміністративні одиниці, ухваленого 19 липня 1994 року.

## Адміністративний поділ
Повіт утворюють території:
- Самоврядування Анікщяйського району (10 староств)
- Самоврядування Зарасайського району (10 староств)
- Самоврядування Ігналінського району (12 староств)
- Самоврядування Молетського району (11 староств)
- Самоврядування Утенського району (10 староств)
- Самоврядування міста Висагінаса

## Економіка
Основними галузями економіки є текстильна, харчова, деревообробна, пивоварення та виноробство. Добре розвинутий туризм.